# گمرایش
گمرایش (به آلمانی: Gemmerich) یک شهر در آلمان است که در Verbandsgemeinde Nastätten واقع شده‌است. گمرایش ۵۶۶ نفر جمعیت دارد.